# 카렐 네드베트
카렐 네드베트(체코어: Karel Nedvěd)는 보헤미아의 육상 선수로 1900년 하계 올림픽에 참가했다.
네드베트는 400m 허들 경기에 참가했으며 5위에 올랐다. 네드베트는 예선에서 3위를 기록해서 결선에 진출하지 못한 이 종목의 유일한 선수가 되었다. 5명의 선수가 예선에서 2조로 나뉘어서(2명, 3명으로) 경기를 했기 때문에 각 조의 상위 두 명만 결선에 진출할 수 있었기 때문이다.